# レインボーアイランド
『レインボーアイランド』（Rainbow Islands）は、1987年にタイトーが開発・販売したアーケード用縦スクロールアクションゲーム。
副題に「THE STORY OF BUBBLE BOBBLE 2」と書かれている通り、前年に発表された同社のアーケードゲーム『バブルボブル』（1986年）の続編である。ストーリー、ゲーム・デザイン、キャラクター・デザインは三辻富貴朗、音楽は相澤静夫が担当している。ゲーム内容は前作のエンディングで「泡はきドラゴン」の姿から人間に戻ったバビーとボビーの兄弟が、両親より授かった虹の魔法を使って敵を倒しながら冒険するというもの。翌年には、序盤の難易度を高くし後半の難易度を抑え、面の順番を入れ替えると同時に、永久パターン対策も行われた、「エキストラ・バージョン」（レインボーアイランド・エキストラ）も稼働された。
ファミリーコンピュータやメガドライブ、PCエンジンCD-ROM²などの家庭用ゲーム機や、欧州では各種ホビーパソコンに移植された他、携帯電話アプリゲームとしても配信された。アーケードのオリジナル版は後に日本国内でWindows用ソフトとして単品で発売された他、欧米ではPlayStation 2およびXbox用ソフト『Taito Legends』（2005年）、日本ではPlayStation 2用ソフト『タイトーメモリーズII 上巻』（2007年）に収録された。アーケードのエキストラ版はPlayStation Portable用ソフト『タイトーメモリーズ ポケット』（2006年）やPlayStation 2用ソフト『タイトーメモリーズII 下巻』（2007年）に収録された。
アーケード版はゲーム誌『ゲーメスト』の企画「第2回ゲーメスト大賞」（1988年度）にてベストエンディング賞6位を獲得した。
後に『バブルボブルシリーズ』の第三弾として、本作の続編となるPCエンジン用ソフト『パラソルスター』（1991年）が発売された他、同じく『バブルボブルシリーズ』第三弾と銘打たれたアーケードゲーム『バブルメモリーズ』（1996年）が稼働されている。

## 概要
虹の魔法によってかけた虹は攻撃手段であると共に足場として高い所へ移動する際に使うことができ、これを利用して進んでいく。前作では固定だったステージ画面は、上方向へ縦にスクロールする方式になりシステム面は大きく異なるが、キャラクターやアイテムなどデザイン的なものは前作と同系統のものになっている。
各ステージごとのダイヤモンドを集めるという条件を満たすことで隠しステージが現れたりするなど、前作と同様にゲーム中には隠し要素が多い。やり込み要素が多いとも言えるが、これらの要素によりゲームバランス的には高次面ほど難易度が低くなっていく。全部で10の島（うち隠し3つ）があり、1つの島はそれぞれ4つのラウンドから構成される。各島ごとに統一されたテーマの背景・敵キャラクターが登場する（たとえば1面は昆虫、3面はホラーなど）。とりわけワールド5の『アルカノイド』、ワールド8の『フェアリーランドストーリー』、ワールド9の『ダライアス』、ワールド10の『バブルボブル』などはBGM・効果音まで元のゲームのもじりとなっている。

## ゲーム内容

### システム
2方向レバー、2ボタン（虹、ジャンプ）で主人公のバビー（プレイヤー2は青色のボビー）を操作する。2人同時プレイはなく、2人用モード時、ミスをした場合のほかワールド（島）をクリアしたときにも交替が行われる。画面は上下にスクロールし、プレイヤーは地形と虹をうまく利用して画面を上へ上へと登ってゆき、縦スクロール最上部のゴールラインまでたどり着くと1面クリア（ゴールイン）となる。地形はジャンプによって下から上には抜けられるが、逆は不可。敵を倒す武器はブレイヤーが出す虹である。
各ワールドは4つのラウンドで構成され、ゴールインにたどりつくまでの間は敵を全部やっつける必要はないが、最終ラウンドでは高い耐久力を持つ大型のボスと戦うことになる。
プレイヤーが敵に触れる、敵の攻撃を受ける、一定時間経過後に画面下からせまってくる海水に飲み込まれると1ミスとなり（一部例外あり、詳しくは後述）、残数が全て無くなるか、隠しラウンドを含む全ラウンドをクリアするとゲームオーバー。

### 虹の使用
プレイヤーはAボタンを押すことにより、自分の向いている方向に星を発射して山なり（半円状）の軌道から虹が出る。星をぶつけることにより敵を倒すことができる。出せる虹は当初1つだけだが、アイテムの赤いつぼを取ることによってパワーアップして最高3つまで虹の山が連なるように出せるようになる。また、黄色いつぼは虹を速射できるようになる。
プレイヤーは虹に向かってレバーを入れると、この虹の上に登ることができる。また虹の上でジャンプボタンを押し続けるとジャンプもできるので、これを繰り返すことよって地形のない場所でもどんどん上に登っていける。ただし、一部の敵も虹の上に登ることができる。
虹は下からジャンプで「頭突き」するか、上方から落下して虹に飛び降りるか、上に乗ってジャンプして「踏みつぶす」ことにより崩すことができる。崩れた虹は画面下方に落下する。この崩れた虹に敵キャラクターを巻き込めば、これを倒すことができる。まとめて倒すことにより、2匹で2,000点、以後1匹増えるごとに倍になっていき、上限は8匹以上の10万点までボーナス点も上昇する。崩れた虹がある間にさらに虹を崩すと、その間に倒した敵は全てまとめて倒したことになる。
敵に虹を直接ぶつけて倒すか、崩れた虹に巻き込んで倒すかによって、その敵が落とすアイテムが異なる（後述）。

### 得点システム
- 3種類の「フード」があり、これを回収することで得点を得る。フードはプレイヤーが直接触れるか、虹を発射してぶつけるか、虹を崩した残骸に巻き込むことで回収したことになる。
- 敵に直接虹をぶつけると敵は倒されて吹っ飛び、地形に触れたところでフードに変わる。10点からだんだんと点数の高いものが出るようになっていき、1万点のドル袋の次、また10点に戻る。
- 地形の特定地点に虹をぶつけると埋まっていたフードが飛び出す。これを回収することで得点がアップする。このフードは80種類あり、10点からだんだんと点数の高いものが出るようになっていき、1万点のドル袋の次、また10点に戻る。
- フィールドにはあらかじめ決められたフードが配置されているが、画面上に表示できるキャラクター総数の関係で表示しきれない場合もある。この場合、上方、もしくは下方に行ってから戻ってくると表示されている。
- フィールド配置のフード（隠しフードを含む）は、ステージの制限時間内しか取得できず、制限時間を使い切ると全て消滅する。
- ゴールに達すると宝箱から一個500点の各種フードが15個飛び出す。エキストラでスコアの百の桁と十の桁が一致しているときは一個3000点の統一フード、さらに256分の1の確率で一個1万点のハートとなる。各ワールドの最終ステージでは10万点の大型フードが出る。
- 隠しコマンドで大金貨を持ってゲームスタートした場合、隠しフード・宝箱から出るフードが全て1万点のドル袋になる。
- 特定のアイテムを取得すると、歩く、ジャンプするなどそれに応じた行動に対して得点が加算される状態になる。この効果は制限時間を使い切ってHURRY表示が出ると終了するが、逆にHURRY表示以降にとった場合は死ぬまで継続する。
- エクステンドは10万点、100万点の2回。得点でエクステンドする他にエクステンドアイテム取得または各ステージにある小ダイヤを7つ取得時に行われる。ただし、ディップスイッチ設定により小ダイヤでのエクステンドを禁止することができ、この場合はエクステンドの代わりに10万点ボーナスが取得できる。残機の価値は全ステージクリア時のボーナスに換算して残数1×100万点であるため、難易度だけでなく、スコアアタックという側面からも不利になる。残機の上限は9で、上限に達しているときにエクステンドすると10万点ボーナスを取得できる。
- ワールド9の特殊アイテムであるウェーブを使用して最終ボスと戦うと、一撃で倒せるうえに100万点が入る。
- 全てのシークレットルームに入ると5000万点（コンティニュー有りなら1000万点）のボーナス。なお、このボーナス条件は厳密に言うとシークレットルームに10回入ることである（ただし、無印の旧バージョンではこのボーナスは加算されない）。
- 全ステージ終了時にプレイヤー残人数1人につき100万点の点数が加算される。
- エキストラバージョンではシークレットルームで強化アイテムを取らなければ100万点ボーナス。
- エキストラバージョンでは隠しコマンド、シークレットルームの強化アイテムを使用せずにオールクリアすると300万点。エキストラバージョンでは隠しコマンドを使わなければ自動的にカンストが99,999,990点になる。
- エキストラバージョンでは全てのシークレットルームに入ると1000万点（コンティニュー有りなら500万点）、全てのシークレットルームでアイテムを取らなければ5000万点（このボーナスはワールド9終了時に入るため、最終ワールドでクリアできずにゲームオーバーになっても全面クリアより圧倒的に高い点数で終わることがしばしばある）。

### アイテム
敵をどんな方法で倒したかにかかわらず、3匹ごとに必ず各種アイテムに変化する。順番は以下の通り。
1. くつ：移動速度が速くなる。
2. つぼ（赤）：虹の山が1つ増える。最大で3つまで。
3. つぼ（黄）：虹を素早く出すことができる。
4. つぼ（赤）：「2．つぼ（赤）」と同じ
5. 星（黄）：上方向に向けて半円状に黄色い星が飛び散り、当たった敵を倒す。
6. 水晶玉：やっつけた敵の正体を明らかにする。いずれもバブルボブルに登場したモンスター。
7. 星（赤）：放射状に赤い星が飛び散り、当たった敵を倒す。「5．星（黄）」よりも射程が長い。
8. シークレットアイテム：？

シークレットアイテムは様々なアイテムが用意されていて、出現条件もそれぞれ違う。例えばラウンド中プレイヤーが半透明になり無敵になる「マジカルマント」の条件は10回死ぬことである。シークレットアイテムの条件は電源を入れてから条件の判定をずっと継続している。そのため、トータルラウンド77で出現する「レインボーネックレス」など、1回のプレイだけでは出現しないアイテムもある。それまでのプレイ内容により条件を満たしたものの中から出現優先順位が上位のものが優先されて1ラウンドにつき1つだけ出現する。ただし、出現条件を満たしていないとそのラウンドは出現を見合わせ、「1．くつ」が出てしまう。敵を倒した順番はラウンドクリアしても継続するが、ミスをしてしまうと最初に戻る。

### ダイヤ
前述のように、敵に直接虹をぶつけるのではなく、崩した虹に巻き込むと通常のフードではなくダイヤに変わる（700点）。また星や各種アイテムで倒した敵もダイヤになる。ダイヤはその出現した位置によって色が変わる。画面を横に7等分した時、最も左のエリアに落ちたものが赤、その右はオレンジ、以下黄・緑・青・藍・紫となる。
ボスにたどり着いた時、7色のダイヤを揃えているとクリアフードとして大型のダイヤが飛び出す。この色もワールド1から順に赤、オレンジ、黄…となる。
第7ワールドまでで7色の大型ダイヤを全て揃えると、第8〜10までの隠しワールドに行くことができる。揃えられなかった場合は偽のエンディングを迎える。たくさんの宝物の中に、村人からのSOSの手紙を見つけるというもの。このとき、ランキング画面ではゲームクリアではなく28面終了として扱われる。
第8〜第10ワールドでダイヤを揃えるとボスを倒したときに大型ダイヤではなく、それぞれ銅、銀、金の鏡が出てくる。大型ダイヤと同じく、ストーリー上大きな役割を果たすものである。

### シークレットルーム
各ステージで小ダイヤを赤・オレンジ・黄・緑・青・藍・紫の順に左から順に取って揃えるとボスルームに秘密の扉が出現。中に入ると強化アイテムと大型ダイヤ（各10万点）があり、その後のプレイが有利になる。これによって得た効果はミスをしても失われず、ゲームオーバーまで永続的に使える。
ボス戦終了直後まで中に入る権利があるが、ボスにやられてしまうと再スタート時には無くなってしまうため、ボス戦が厳しいと予想されれば扉に入ることでボス戦を回避することもできる。また、全てのシークレットルームに入ると5000万点（コンティニュー使用時1000万点）のボーナスが得られるため、スコア争いの観点からも必須の要件となる。ただし、初期バージョンではこのボーナスが入らないというバグが存在する。修正されたバージョンも出回ったが見た目だけでは判別できない。
（シークレットルーム内のみ無印旧バージョンと無印新バージョンを区別できる方法が存在する）
各ワールドのシークレットルーム上部には前作バブルボブルのシークレットラウンドに記されていた「バブル文字」が8文字表示されており、それをプレイ前のタイトル画面で隠しコマンドとして入力することでその強化アイテムを最初から所有することができる（例外あり）。コイン投入時の画面で得られたアイテムが左下に表示されるが、コマンド入力に失敗していた場合は何も表示されない。コインを投入するまで正否はわからないため、入力は慎重に行う必要がある。隠しコマンドはデモが1周して次のタイトル画面になると無効になるため、バブルボブルのように重複して使用することはできない。
ワールド1：黄金のくつ（大）
ゲームオーバーまでくつの効果が続く。
ワールド2：赤いつぼ（大）
ゲームオーバーまで赤いつぼの効果が続く。ミスをしたときは2連射でスタート。
ワールド3：黄色いつぼ（大）
ゲームオーバーまで黄色いつぼの効果が続く。
ワールド4：ブックオブウイング（大）
ゲームオーバーまで羽が生えてジャンプボタン連打で空を飛べるようになる。隠しコマンドでは入手できない（「ヒントA」が画面に表示される）。
ワールド5：金の扉
「7」「8」と書かれた金の扉が2つあり、1つだけ取ることができる。それぞれワールド7、ワールド8へ行くことになり、ワールド6（および7）でも大型ダイヤは取ったことになっている（ダイヤを揃えたご褒美のエクステンドは無し）。隠しコマンドでは入手できない（「ヒントB」が画面に表示される）。
ワールド6：くじゃくの羽（大）
ゲームオーバーまで妖精がプレイヤーのまわりを飛び、触れた敵を倒してくれる。隠しコマンドでは入手できない（「ヒントC」が画面に表示される）。
ワールド7：ブックオブコンティニュー（大）
通常、コンティニュー不能なワールド8〜10でもコンティニューできるようになる。
ワールド8：大金貨
ゲームオーバーまで隠しフードが1万点のドル袋になる。
ワールド9：ウェーブ
ゲームオーバーまで虹を出すと左右に虹の光線を出せるうえ、最終ボスを一撃で倒せる武器でもある。このシークレットルーム内で時間切れで溺れ死に、ボスとの再戦になった場合にはエレクトリックファンには効果が無い。これは、そういった事態が想定されていなかったためである。隠しコマンドでは入手できない（「ブックオブコンティニュー」と「大金貨」を併せ持ってスタート）。
ワールド10：ドル袋（大）8個とダイヤモンドロッド
いずれも10万点。ダイヤモンドロッドはストーリー上、最終ボスに捕らわれた村人たちにかけられた呪いを解くのに必要なアイテムで、取らずに脱出するとラウンド40の途中に強制的に戻される。再度ダイヤを順番に集めるとシークレットルームが出現するので、これを繰り返すことでカンストが達成されている。このワールドの隠しコマンドを入力すると、カンストスコアが通常の9,999,990点から99,999,990点になる。
エキストラバージョンでは、各ステージのシークレットルームのアイテムは固定ではなく、ボス戦直前にとった小ダイヤの色で決まる。敢えて取らずに脱出すると100万点ボーナス。また、隠しコマンドのヒントとなるバブル文字も伏せ字になっており、先頭の1文字目とどれか1文字しか見ることはできない。これも前述の通り、最後に取ったダイヤの色と関係がある。
- 赤：ブックオブコンティニュー（大）、および2文字目が見える。
- オレンジ：ドル袋（大）：各ラウンド（シークレットルーム内でも）につき1回、天からドル袋が降ってくる。3文字目が見える。
- 黄：鍵（大）：隠しコマンドをほんの数秒間だが全部見ることができる。4文字目が見える。
- 緑：くじゃくの羽（大）：各ラウンド開始直後やミスによる再スタート時に最初にジャンプボタンを押してから5秒間だけ妖精がつく。5文字目が見える。
- 青：黄色のつぼ（大）、6文字目が見える。
- 藍：赤いつぼ（大）、7文字目が見える。
- 紫：黄金のくつ（大）、8文字目が見える。

## 設定

### ストーリー
ある日、恐ろしい魔法使いの森に迷い込んでしまった2組のカップル。泡を吐くドラゴンの姿に変えられてしまったバブルンとボブルンは、魔法使いによって連れ去られてしまった恋人たちを助け出すために、深い洞窟へ入っていった。ノーマルバブルボブルでは恋人を助け出し、スーパーバブルボブルでは両親を助け真のエンディングを迎えたが、結局最終的な黒幕は姿を現さなかった。バブルンとボブルンは使命を果たして、それぞれバビー（1P）とボビー（2P）という名の人間の姿に戻り、助けた両親から虹の魔法を授かった。ある日、2人はレインボーアイランドという7色の島々で構成された群島に出かけ、そこで意外な事実を知ることとなる…。

### ステージ構成
ワールド1：インセクトアイランド
虫が中心のステージ。ボスはすーぱーくもんがぁ。
ワールド2：コンバットアイランド
戦車や戦闘ヘリなどが中心のステージ。ボスはすーぱーへりぼう。
ワールド3：モンスターアイランド
西洋妖怪が中心のステージ。ボスはすーぱーどらきゅら。
ワールド4：トイズアイランド
玩具が中心のステージ。足場があまりにもないので、虹を上手く使って進むことになる。ボスはすーぱーぴえろん。
ワールド5：DOH'Sアイランド
『アルカノイド』がモチーフ。BGMがないが、ジャンプ時と着地時に『アルカノイド』の効果音が鳴る。ボスはDOH。ゲームオーバーBGMも『アルカノイド』のそれになる。
ワールド6：ロボットアイランド
機械系が中心。ボスはすーぱーあいざっくん。
ワールド7：ドラゴンアイランド
中世やドラゴンがモチーフ。ボスはすーぱーがーごいる。
ワールド8：マジカルアイランド
モチーフは『フェアリーランドストーリー』。ボスはホーンド。
ワールド9：ダライアスアイランド
モチーフは『ダライアス』。音楽は「COSMIC AIRWAY」。ボスはエレクトリックファンで、登場前に警告メッセージも出る。ボス打倒ファンファーレも『ダライアス』版になるだけでなく、このワールドでゲームオーバーになると、ネームエントリーBGMも専用のものになる。
ワールド10：バブルアイランド
モチーフは『バブルボブル』。ボスは暗黒大魔王（バブルドラゴン/すーぱーすかるもんすた）。
エキストラバージョンではワールド順は変わらないが、出現する敵が入れ替わり順にノーマルバージョンのダライアスアイランド・マジカルアイランド・ドラゴンアイランド・DOHアイランド・インセクトアイランド・モンスターアイランド・トイズアイランド・ロボットアイランド・コンバットアイランド・バブルアイランドのものになる。一部出現しない敵やボスの攻撃方法などが一部異なる。基本的に序盤ワールドから中盤ワールドにかけての攻撃がノーマルバージョンより急に激しくなり、エキストラワールド3と前作ワールド7が全く同じである。
隠しアイランド（W8〜10）はコンティニューできない。ただし、ワールド7のシークレットルームのアイテム「ブックオブコンティニュー」を入手すると、コンティニューできる。
FC版
ワールド1：インセクトアイランド
AC版と同様。ダイヤを７つそろえてクリアすると、ボビーが出てくる。
ワールド2：コンバットアイランド
AC版と同様。ダイヤを７つそろえてクリアすると、サリイが出てくる。
ワールド3：モンスターアイランド
AC版と同様。トラップはAC版7面に配置されている。ダイヤを７つそろえてクリアすると、どらきゅらが出てくる。話すとボビーに戻る。
ワールド4：ロボットアイランド
AC版と同様。天井、床にある針を触れるとミスになる。ダイヤを７つそろえてクリアすると、あいざっくんが出てくる。
ワールド5：DOHアイランド
AC版と同様。電磁波線に注意。ダイヤを７つそろえてクリアすると、戦士が出てくる。
ワールド6：奇々怪界アイランド
モチーフは『奇々怪界』。井戸から出てくる敵と屋敷から出てくる敵がいる。ボスは小夜ちゃんに化けた魔奴化。ダイヤを７つそろえてクリアすると、本物の小夜ちゃんが出てくる。
ワールド7：ダライアスアイランド
AC版と同様。トラップは機雷。ボスはキングフォスルとなっている。ダイヤを７つそろえてクリアすると、ボビーが出てきて、ワールド８が出現する。
ワールド8：バブルアイランド
AC版と同様。この面は、ダイヤを７つそろえてクリアしても、何の意味もない。

### 最終ボス
- 最終ボス（バブルドラゴン→すーぱーすかるもんすた）はワールド9のシークレットルームのアイテム"WAVE"を使うと一撃で第一段階、第二段階を超えて倒せるうえに100万点ボーナスが入る。エキストラバージョンにはこの特典はない。なおこのとき、「WHAT A STRENGTH! BUT DON'T FORGET THERE ARE MANY MONSTERS LIKE ME ALL OVER THE WORLD.」というセリフを画面に残すが、これはカプコンの『ストリートファイター』でプレイヤーが勝利したときの相手のセリフのパロディである。
- 最終ボス撃破後のハリーアップ時に赤い水（SKULL'S BLOOD）がせり上がってくるが、これに触れてミスとなった場合は残人数を即座にすべて失いゲームオーバーとなる。いわゆるバッドエンディングではなく、通常と同様のミスによるゲームオーバーとして扱われるため「ブックオブコンティニュー」によるコンティニューは可能。また、この赤い水によって残人数をすべて失う旨は水がせり上がる際にメッセージ表示で警告されるものの、"WAVE"で一撃で撃破した場合は前述のセリフが表示されたままでこの警告は表示されない。
- 最終面をクリア（28ラウンドの偽のエンディングで終了した場合を除く）すると、タイトル画面にハートが表示されるようになり、クリア回数を知ることができる（最高7個）。電源断でリセット。
- 最終ボスのバブルドラゴンが吐く泡にプレイヤーが衝突すると、その泡に閉じ込められ泡はきドラゴンの姿にされて上に飛ばされてしまうという特殊なミス演出となる。さらに、残人数がない状態でこのミスをしたときに限り、通常は黒一色のゲームオーバー画面の背景が、泡によってそのまま村人たちが捕らわれた牢屋の中まで運ばれてしまうという特殊なものとなる。この牢屋はエンディングで村人を助け出すシーンと同じもので、この特殊なゲームオーバー画面でプレイヤーが運ばれることになる右下の牢屋は、エンディングでは空き部屋のままとなっている。

## 移植版

### レインボーアイランド
| No. | タイトル                                     | 発売日                        | 対応機種                              | 開発元                                    | 発売元                    | メディア                                | 型式                                                     | 備考                                                                                               |
| --- | -------------------------------------------- | ----------------------------- | ------------------------------------- | ----------------------------------------- | ------------------------- | --------------------------------------- | -------------------------------------------------------- | -------------------------------------------------------------------------------------------------- |
| 1   | レインボーアイランド                         | 1988年7月26日 1991年6月       | ファミリーコンピュータ                | ディスコ                                  | タイトー タイトーアメリカ | 1メガビット+64キロRAM ロムカセット      | DTF-RL NES-RL                                            | |
| 2   | Rainbow Islands                              | 1989年                        | Amstrad CPC コモドール64 ZX Spectrum  | Graftgold                                 | Ocean Software            | フロッピーディスク                      | -                                                        | |
| 3   | Rainbow Islands                              | 1990年                        | Amiga Atari ST                        | Graftgold                                 | Ocean Software            | フロッピーディスク                      | -                                                        | |
| 4   | Rainbow Islands                              | 1991年                        | NES                                   | Ocean Software                            | Ocean Software            | ロムカセット                            | -                                                        | |
| 5   | レインボーアイランド                         | 1993年6月30日                 | PCエンジンCD-ROM²                     | ビッツ・ラボラトリー イエローホーン       | NECアベニュー             | CD-ROM                                  | NAPR-1012                                                | |
| 6   | Rainbow Islands                              | 1993                          | セガ・マスターシステム                | アイ・ティー・エル                        | セガ                      | 2メガビットロムカセット                 | 7117                                                     | |
| 7   | Bubble Bobble also featuring Rainbow Islands | 1996年9月6日 1996年10月       | PC/AT互換機 PlayStation セガサターン  | Graftgold                                 | アクレイム                | CD-ROM                                  | PS: - SLUS-00370 - SLES-00448 SS: - T-8131H - T-8131H-50 | 『バブルボブル』 『レインボーアイランド』 『レインボーアイランド エンハンスド!』 の3作カップリング |
| 8   | Rainbow Islands                              | 2001年                        | ゲームボーイカラー                    | Dreams                                    | TDKメディアクティブ       | ロムカセット                            | CGB-BISP-EUR                                             | |
| 9   | Ultra Series レインボーアイランド            | 2002年12月27日                | Windows                               | タイトー                                  | メディアカイト            | CD-ROM                                  | -                                                        | アーケード版の移植                                                                                 |
| 10  | 遊遊 レインボーアイランド                    | 2004年2月19日                 | Windows                               | タイトー                                  | メディアカイト            | CD-ROM                                  | -                                                        | アーケード版の移植                                                                                 |
| 11  | Bubble Bobble also featuring Rainbow Islands | 2004年                        | Windows                               | Probe Entertainment                       | Xplosiv                   | CD-ROM                                  | -                                                        | |
| 12  | レインボーアイランド                         | 2004年12月2日                 | Phase 3.0対応機種 （EZアプリ (Java)） | ボーステック                              | タイトー                  | ダウンロード                            | -                                                        | |
| 13  | Taito Legends                                | 2005年10月25日 2005年10月14日 | PlayStation 2 Xbox Windows            | タイトー Empire Interactive Atomic Planet | セガ Xplosiv              | DVD-ROM                                 | PS2: - SLUS-21122 - SLES-53438                           | アーケード版の移植                                                                                 |
| 14  | タイトーメモリーズII 上巻                    | 2007年1月25日                 | PlayStation 2                         | タイトー                                  | タイトー                  | DVD-ROM                                 | SLPM-66649                                               | アーケード版の移植                                                                                 |
| 15  | レインボーアイランド                         | 2008年3月3日                  | SoftBank 3G対応機種 （S!アプリ）      | タイトー                                  | タイトー                  | ダウンロード （インベーダーでGO！）     | -                                                        | |
| 16  | レインボーアイランド                         | 2008年11月20日                | BREW3.1／4.0対応端末 （EZアプリ）     | タイトー                                  | タイトー                  | ダウンロード （インベーダーでGO！）     | -                                                        | |
| 17  | Bubble Bobble Pocket Player                  | 2019年7月22日                 | Bubble Bobble Pocket Player           | My Arcade                                 | My Arcade                 | プリインストール                        | -                                                        | 携帯ゲーム機 NES版の移植 『バブルボブル』 『バブルボブル2』も同時収録                              |
| 18  | レインボーアイランド                         | 2024年1月25日                 | PlayStation 4 Nintendo Switch         | タイトー                                  | ハムスター                | ダウンロード （アーケードアーカイブス） | -                                                        | アーケード版の移植 『レインボーアイランドEXTRA』も収録                                             |
| 19  | タイトーマイルストーン3                      | 2024年11月28日                | Nintendo Switch                       | ハムスター                                | タイトー                  | ゲームカード ダウンロード               |                                                          | アーケード版の移植                                                                                 |

ファミリーコンピュータ版
- 全部で8つの島、うち隠し1。オリジナルステージの6面は敵キャラクター・BGM・効果音が『奇々怪界』をモチーフにしている。ハードの性能の関係で全体的にキャラクターのサイズが小さく、虹が2連・2発までしか出せない。

コモドール64・ZX Spectrum・Amstrad CPC・Amiga・Atari ST版
- Andrew Braybrook による移植。

Nintendo Entertainment System（欧州発売）版
- 先に日本国内で発売されたファミリーコンピュータ版より見た目はアーケードに忠実に見えるが、虹が全て表示されるまで当たり判定が無い、虹ジャンプができない、虹崩しで敵を倒してもダイヤが出ない時が多い（虹を横から当ててもダイヤが出る時がある）、虹崩しおよび虹を当てて敵を倒した際に敵の飛ぶ方向に法則性が無いなど、再現度に関しては劣る。

PCエンジンCD-ROM2版
- 当時の家庭用ゲーム機の中では最もAC版に近い移植である。CD-ROMの特性を活かし、アーケード版のBGMがFM音源による音色そのままにCD-DAに収録されており、さらにドルビーサラウンドにも対応している。
- アーケード版と異なる点は、「スコア、残り人数表示のレイアウト」「虹を落とした際の10点が加算されない」「虹崩しの上部攻撃判定が極端に狭まっている」「全てのワールドでシークレットルームに入った際に加算される5000万点ボーナスが存在しない」「ワールド10のシークレットルームはダイヤモンドロッドを取らないと出ることができなくなっておりロッドを取らずともハリーアップで水（ACと違い競り上がってくるのは本当に水色である）がせり上がって来る、飲みこまれると残り人数に関係なくゲームオーバーになる」「ワールド8〜10でもゴールに到達するとクリア時のBGMが流れてしまうために曲が途切れる」など。BGMが途切れるのは、旧CD-ROM2システムのRAM容量上の仕様であり、ラウンドクリアごとにデータを読み込む必要があるため。
- アーケード版のエンディングで流れるエピローグは英文表記だったが、PCエンジン版はひらがなとカタカナの日本語に訳されたものが表示される。また移植版担当スタッフを明記したスタッフロールと太田貴子が歌うエンディング主題歌「虹を渡る少年」が追加されている。
- 難易度を「ノーマル/イージー」ダイヤの謎を「あり/なし」から選択可能で、イージーの場合、虹落としやアイテムで敵を倒すことにより出現する小ダイヤが時間経過で消えなくなる。しかし、シークレットルーム出現を狙うと逆に難易度が高くなる。ダイヤの謎は“なし”にすると、本来なら左から順に小ダイヤを揃えないと出現しないシークレットルームが順番無視で揃えるだけで出現する。
- スコア以外の途中経過（進んだワールドと取得したビッグダイヤ、鏡、スーパーアイテム）のセーブ可能で、全てのスーパーアイテムを所持した全面クリアデータを使用してワールド1から始めるとフル装備で始まる。セーブデータは難易度間共通で、イージーで全面クリアしてノーマルを始めてもワールド・アイテムは引き継がれる。まっさらな状態で最初からプレイするためには、データを消すか移動する必要がある。

PC/AT互換機・PlayStation・セガサターン版
- 海外版『Bubble Bobble also featuring Rainbow Islands』に収録。国内版のサターンでプレイするにはユニバーサルアダプタ、またはプロアクションリプレイが必要。『バブルボブル』と『レインボーアイランド』のカップリングに加え、グラフィックを描き直したリメイク版『Rainbow Island Enhanced!』が収録されている。無印・エンハンスド共に、Round29〜40のマジカルアイランド・ダライアスアイランド・バブルアイランドが削除されており、ビッグダイヤを揃えてワールド7をクリアしてもバブルアイランドクリア時の捕われた人々の救出→解呪デモを省いたバビーの胴上げエンディングとなる。

PlayStation 2版
- 『タイトーメモリーズII 上巻』に収録。

PlayStation 4 / Nintendo Switch版
- アーケードアーカイブスの1作品として配信。後述の『EXTRA』も収録。楽曲(メインテーマ)の一部がNES版のメロディーに差し替えられており、差し替えにあたってアーケード版と同じ音源のYM2151を使ってアーケード版のイメージに沿う編曲と打ち込み直しが行われた[12]。また、「こだわり設定」ではゲーム操作性の向上、隠しコマンドの自動入力、隠しコマンド成功時の画像とテキストの表示、33プレイ目に出現するレインボースペシャルを1プレイ目に出現させるかの設定、メッセージテキストの再現といった設定が可能。

### レインボーアイランド エキストラ
| No. | タイトル                               | 発売日         | 対応機種                      | 開発元             | 発売元     | メディア                                | 型式       | 備考                                                  |
| --- | -------------------------------------- | -------------- | ----------------------------- | ------------------ | ---------- | --------------------------------------- | ---------- | ----------------------------------------------------- |
| 1   | レインボーアイランド・エキストラ       | 1990年10月5日  | メガドライブ                  | アイシステム東京   | タイトー   | 4メガビットロムカセット                 | T-11073    |                                                       |
| 2   | レインボーアイランドエキストラ         | 1992年4月1日   | FM TOWNS                      | ビング             | ビング     | CD-ROM                                  | HMD-110    |                                                       |
| 3   | タイトーメモリーズ ポケット            | 2006年1月5日   | PlayStation Portable          | タイトー           | タイトー   | UMD                                     | ULJM-05076 | アーケード版の移植                                    |
| 4   | タイトーメモリーズ ポケット TAITO BEST | 2006年12月7日  | PlayStation Portable          | タイトー           | タイトー   | UMD                                     | ULJM-05208 | アーケード版の移植、廉価版                            |
| 5   | タイトーメモリーズII 下巻              | 2007年3月29日  | PlayStation 2                 | タイトー           | タイトー   | DVD-ROM                                 | SLPM-66713 | アーケード版の移植                                    |
| 6   | レインボーアイランドEXTRA              | 2022年3月2日   | イーグレットツー ミニ         | 瑞起 ※本体の開発元 | タイトー   | プリインストール                        |            | アーケード版の移植                                    |
| 7   | RAINBOW ISLANDS -EXTRA-                | 2022年10月27日 | SEGA Genesis Mini 2           | エムツー           | セガ       | プリインストール                        | MK-16310   | メガドライブ版の移植                                  |
| 8   | レインボーアイランド                   | 2024年1月25日  | PlayStation 4 Nintendo Switch | タイトー           | ハムスター | ダウンロード （アーケードアーカイブス） | -          | アーケード版の移植 『レインボーアイランド』と共に収録 |

メガドライブ版
- 発売当時の家庭用ゲーム機では比較的忠実な移植。ただしジャンプ力が少々低く、虹が3連・2発までしか出せない。
- オプションでノーマルモードをセレクトすることにより、エキストラでは無いバージョンでプレイできるが、ワールド1の背景が黒いまま。さらにワールド7までしかプレイできない。

PlayStation Portable版
- 『タイトーメモリーズ ポケット』に収録。

PlayStation 2版
- 『タイトーメモリーズII 下巻』（PS2版）に収録。

SEGA Genesis Mini 2版
- メインBGMが『タイトーメモリーズ』など同様の他の曲に差し替えられている。

## 音楽

### アーケード版
ゲーム中に流れるメインBGMには映画『オズの魔法使』（1939年）の劇中歌「虹の彼方に」をモチーフとした曲が使用されている。音色は『バブルボブル』に準じたものを使用。
なお、このメインBGMが日本国内の家庭用ハード向けの移植版で使用されたのは、1993年発売のPCエンジン版までであり、海外市場向けの移植のNES版やマスターシステム版では、アーケード版の曲前半部分を差し替えたものが使用されている。また、2000年以降に発売の復刻版となる『タイトーメモリーズ』などでは、メインBGMが丸ごと他の曲に差し替えられている。
また、ビデオゲーム以外では、1989年にタイトーがリリースしたプライズゲーム機『ティンクルティンクル』のアトラクトBGMに本作のメインBGMが使用されていた。

### PCエンジン版

#### 主題歌
エンディングテーマ
「虹を渡る少年」
- 歌：太田貴子
- 作詞：真名杏樹
- 作曲：羽場仁志
- 編曲：小林信吾

アルバム『Thanks』（CD N32C-16）より

### ワンダースワン版
2000年6月29日発売のワンダースワン版ではメインBGMが使用されている。AC版の移植ではなく、アレンジ移植のために逃れた可能性が考えられる。

### ゲームボーイ版
国内ではアルトロンが発売を予定していたが未発売。本編ではバブルボブルのメインBGMに差し替えられているが、内部の未使用データには差し替え前に使われていたと思われるメインBGMが存在する。

## スタッフ
アーケード版
- ソフトウェア：藤末一郎、みきこうじ、おくのこうじ
- ハードウェア：おはらたかし
- キャラクター：三辻富貴朗、讃岐平
- サウンド：相澤静夫、小倉久佳
- インストラクション：よしだなおこ
- ストーリー、ゲーム・デザイン：三辻富貴朗

PCエンジン版
- ディレクター：松田浩二
- メインプログラム：小松田裕一
- サブプログラム：Him
- グラフィック・コンバート：かねみつまさとし
- グラフィック：松田浩二、小座間隆、やまぐちさなえ、上野真一
- マップデータ作成：いんでまさし、はぎわらなおき
- ツールサポート：MASAS（清水真佐志）、Heropin
- 音楽録音・効果：多部田俊雄
- 効果音編集：小座間隆
- アシスタント：岡田紀子
- パッケージイラスト：等々力満
- データ通信協力：よだぴー企画、よだぴーネット
- プロデューサー：多部田俊雄、小座間隆
- エグゼクティブプロデューサー：石原幸男
- スーパーバイザー：MASAS（清水真佐志）、Heropin、とおゆきひろ
- スペシャルサンクス：ビッツラボラトリー、イエローホーン、スタジオ音響ハウス、株式会社タイトー

## 評価
アーケード版
ゲーム誌『ゲーメスト』の企画「第2回ゲーメスト大賞」（1988年度）において、ベストエンディング賞で6位、年間ヒットゲームで10位を獲得した。また、1998年に刊行されたゲーメストムック『ザ・ベストゲーム2』では、虹の使用方法に関して上へ登ることと敵を攻撃することを兼ねていることについて「2つのアイデアを組み合わせた虹の使い方がゲーム性をより発展させている」とゲーム性に関して肯定的に評価、また前作のゲーム性を活かしつつ発展させたことで「前作に負けず劣らず人気の高いゲームになった」と当時の状況を記している。さらにいかに残機を増加させるか、またザップによってスコアが稼げるかがマニアの間で大きく盛り上がる結果になったことを述べ、当時の人気の高さを裏付けた。
ファミリーコンピュータ版
ゲーム誌『ファミコン通信』の「クロスレビュー」では合計25点（満40点）、『ファミリーコンピュータMagazine』の読者投票による「ゲーム通信簿」での評価は以下の通り20.98点（満30点）となっている。
| 項目 | キャラクタ | 音楽 | 操作性 | 熱中度 | お買得度 | オリジナリティ | 総合  |
| 得点 | 3.88       | 3.58 | 3.46   | 3.40   | 3.28     | 3.38           | 20.98 |
メガドライブ版
ゲーム誌『ファミコン通信』の「クロスレビュー」では合計25点（満40点）、『メガドライブFAN』の読者投票による「ゲーム通信簿」での評価は以下の通り19.80点（満30点）となっている。
| 項目 | キャラクタ | 音楽 | 操作性 | 熱中度 | お買得度 | オリジナリティ | 総合  |
| 得点 | 3.75       | 3.13 | 3.31   | 3.23   | 3.15     | 3.23           | 19.80 |
PCエンジン版
ゲーム誌『ファミコン通信』の「クロスレビュー」では6・6・6・5の合計23点（満40点）、『月刊PCエンジン』では80・90・80・80・80の平均82点（満100点）、『電撃PCエンジン』では60・60・85・60の平均66.25点（満100点）、『PC Engine FAN』の読者投票による「ゲーム通信簿」での評価は以下の通り21.12点（満30点）となっている。また、この得点はPCエンジン全ソフトの中で243位（485本中、1993年時点）となっている。
| 項目 | キャラクタ | 音楽 | 操作性 | 熱中度 | お買得度 | オリジナリティ | 総合  |
| 得点 | 3.85       | 3.58 | 3.55   | 3.27   | 3.36     | 3.52           | 21.12 |

## 続編・リメイク
レインボーアイランド 〜パティーズ☆パーティ〜
2000年6月29日発売のワンダースワン用ソフト（発売：メガハウス）。
バビーとボビーも登場するが、主人公は彼らの（自称）弟子である見習い虹魔法使いの女の子・パティとそのお供の妖精のノーティで、ストーリー上は続編にあたる。縦画面となり、島の数が減り（5つ・うち隠し1）、また左右にもスクロールするステージがあるなど、変更された要素が多い。イベントシーンでは登場人物が喋り、パティは仁後真耶子、ノーティは榎本温子が声を担当した。
ニューレインボーアイランド
2005年12月29日発売のニンテンドーDS用ソフト。
第1作のリメイクに相当し、原作の要素は残っているものの、タッチペン操作になった。ゲームでは主人公はシャボンに入っていて地に足をつくことはない。虹はタッチペンで書き、今回は虹で敵を囲み、逆さになった敵をほかの敵をぶつけることでダイヤを得ることができる。アイテムも少々追加されたBGMは面ごとにアレンジが異なる。なお今回は操作キャラクターが選べるようになっており、バビーとボビーの他にマイク、バイオレットという新キャラクターが登場。バビー兄弟との接点は不明。
NEWレインボーアイランド ハーディガーディ大冒険!!
2007年2月8日発売のPlayStation Portable用ソフト（発売：マーベラスインタラクティブ）。
バビーとボビーが主人公だが、キャラクターデザインや世界観が刷新され、グラフィックが奥行きのある3D表現になっている。
ストーリーは、レインボーアイランドで魂のない音楽（フェイクミュージック）をばら撒き島の生態系や環境を破壊する音楽会社「ミリオンレコード」に対抗すべく、伝説の楽器「ハーディガーディ」を手にしたバビーとボビーがレインボーアイランドを元の姿に戻すべく立ち上がるというもので、この設定に合わせてバビーたちのデザインもソンブレロを被っているなど大幅にアレンジされている。
レインボーアイランド： タワーリングアドベンチャー!
2009年3月3日にWiiウェアが、同年10月28日にXbox Live Arcade版がダウンロード販売開始された。
グラフィックが3D化されており、ステージ構成も一新。Xbox Live版は実績解除によるコスチューム獲得などが追加された。
ストーリーは、どんな望みも叶えてくれる彗星の「ナナれぼし」に会いに行くため、バビーとボビーがレインボーアイランドに建つタワーを登っていくというもの。
音楽は小塩広和が担当。
上記の他、『バブルボブル』から続くバビーとボビー兄弟のストーリー上の続編としては、「THE STORY OF BUBBLE BOBBLE III」を銘打たれた『パラソルスター』および『バブルメモリーズ』が存在する。また、『バブルボブル2』は『レインボーアイランド エキストラ』の真のエンディングから100年後の物語と設定されている。